# 藤田嘉夫
藤田 嘉夫（ふじた よしお、1929年〈昭和4年〉‐ 2024年〈令和6年〉3月20日）は、日本の工学者。工学博士（北海道大学）。北海道大学名誉教授。北海道岩見沢市出身。

## 略歴
- 北海道大学工学部土木工学科卒
- 1955年（昭和30年）同大学院工学研究科土木工学専攻修了。同年、同工学部助手
- 1957年（昭和32年）北海道大学工学部講師
- 同工学部助教授
- 1966年（昭和41年）同工学部教授・同大学院工学研究科教授
- 1992年（平成4年）北海道大学停年退官。同名誉教授。室蘭工業大学工学部特任教授・同大学院工学研究科特任教授
- 1996年（平成8年）日鐵セメント株式会社取締役
- 2000年（平成12年）室蘭工業大学退官
- 2024年（令和6年）老衰のため死去。95歳没[1]。死没日付をもって正四位に叙された[2]。

## 研究領域
寒冷地のコンクリート耐久力を研究。コンクリートの新方式・限界状態設計法を提案。北海道の多くの河川橋で採用された。

## 受賞歴
- 土木工学吉田賞（1964年〈昭和39年〉）[3]
- 第44回北海道新聞文化賞・科学技術賞（1990年〈平成2年〉）
- 瑞宝中綬章（2010年〈平成22年〉）

## 主著
- （横道英雄）と共著『鉄筋コンクリート工学』（共立出版、1980年訂正2版・1971年初版）